# ランコン・ホールディングス
ランコン・ホールディングス・リミテッド（英: RANCON HOLDINGS LIMITED）はバングラデシュのダッカに本社を置くグループ会社である。

## 歴史
（出典：Company History）
- 1979年 - 会社を設立。
- 1999年 - カナダのノヴァ・スコシア銀行のバングラディシュ事業を買収し、バンク・アジア（英語版）を設立。
- 2018年 - 三菱ふそうの取り扱いを開始。今後現地組み立ても開始する[2]。
- 2019年 - ラングス・プロパティーズ・リミテッドが不動産部門で最高納税者賞を受賞[3]。
- 2024年 - ランコン・エレクトロニクスがLGグループのTVの製造、販売を開始[4]。
- 2025年 - 6月から三菱自動車のノックダウン生産を開始すると明かした[5]。

## 主なグループ企業
（出典：2025年現在のグループ企業）

### 自動車
- ランコン・トラック・アンド・バス ・リミテッド（英: Rancon Truks and Buses Ltd.）
（三菱ふそうトラック・バスの総販売代理店）
- ラングス・リミテッド（英: Rangs Limited.）
（三菱自動車の総販売代理店）
- ランコン・モーターズ・リミテッド（英: RANCON Motors Limited.）
（メルセデス・ベンツ、MGの総販売代理店）
- ランコン・カーズ・リミテッド（英: RANCON CARS Ltd.）
（プロトンの総販売代理店）
- ランコン・オートモービル・リミテッド（英: RANCON Automobiles Ltd.）
（江鈴汽車の総販売代理店）

### 家電製品
- ラングス・eマート（英: RANGS eMART）
（家電製品オンライン販売）
- ランコン・エレクトロニクス・リミテッド（英: RANCON ELECTRONICS Ltd.）
（LGグループ、東芝のTV製造及び販売）

### オートバイ
- ランコン・モーターバイクス・リミテッド（英: RANCON MOTORBIKES Ltd.）
（スズキの総販売代理店）

### 不動産
- ラングス・プロパティーズ・リミテッド（英: Rangs Properties Limited.）
（不動産事業）